# レス島

レス島の位置

レス島（Læsø）は、カテガット海峡上の北海に浮かぶデンマークの島。ユラン半島の北東岸から19マイルほど離れている。レスは基礎自治体の名前でもあり、島には自治体が複数ある。

## レス基礎自治体
基礎自治体は北ユラン地域に属する。基礎自治体面積は114km2で総人口は2,058人（2007年）。基礎自治体議会所在地で主要な町はビルムである。
ユラン半島のフレゼリクスハウンからフェリーが往復している。

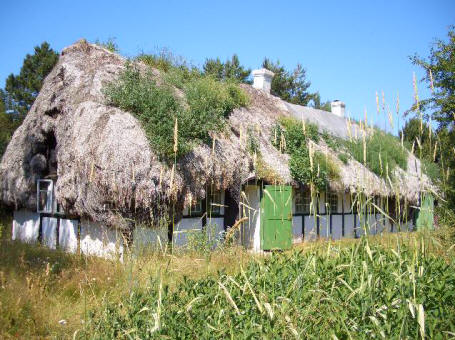
レス島の民家。半木造の家は海藻を含む藁ぶき屋根である

## 島
アンホルト島と同じく、レス島はデンマークの乾燥地帯に属し、夏季には雨がわずかしか降らず小川や池が一部干上がってしまう。島周辺にはデンマークでワッデン海に次ぐ規模の塩性湿地があり、干潟、砂州、ヒースも見られる。
中世の頃、島は塩を産出することで有名であった。地下水には15%もの塩分が含まれており、暑い夏の間に自然と草地に塩がたまることになった。最終的に濃縮された塩は釜に運ばれてさらに煮出され、大量の木が消費された。たちまち島から森が消え、砂嵐が村を襲い、塩作りは禁止された。1980年代終わりまで、小規模の考古学的実験と観光業が再び進められた。
レス島はゼニガタアザラシおよびハチの一種、セイヨウミツバチの亜種のApis mellifera melliferaの生息地である。このハチはデンマークの法律で保護され、島に他種のハチを輸入することが禁じられている。この法は強制されておらず、現在普通種のハチと並行して養蜂家が育てている。

## ラムサール条約
1977年9月にレス島および周辺の664km2がラムサール条約登録地となった。ただし、外来種のハマナスの侵入は問題となっている。